# Ribs
„Ribs” – utwór nowozelandzkiej piosenkarki Lorde, pochodzący z jej debiutanckiego albumu studyjnego, zatytułowanego Pure Heroine. Utwór wydany został 30 września 2013 roku przez wytwórnię Universal Music Group jako singel promujący album. Twórcami tekstu utworu i jego produkcji są Lorde i Joel Little. „Ribs” to electropopy utwór, w którym piosenkarka omawia stres spowodowany starzeniem się. Utwór spotkał się z pozytywnym odbiorem przez krytyków muzycznych, którzy chwalili jego literacką treść. „Ribs” był notowany na listach przebojów w Australii, Nowej Zelandii, Stanach Zjednoczonych i Wielkiej Brytanii. Lorde wykonywała utwór wielokrotnie, w tym podczas występu Late Show with David Letterman oraz jej debiutanckiej trasy koncertowej w 2014 roku.

## Produkcja i wydanie
Twórcami tekstu utworu oraz jego produkcją są Ella Yelich O'Connor oraz Joel Little. „Ribs” został nagrany w studiu Joela Little, Golden Age Studios w Auckland. 30 września 2013 roku utwór został wydany jako bezpłatny singel promocyjny w iTunes Store.

## Odbiór
Mike Wass z serwisu Idolator pochwalił "wrażliwość" utworu i nazwał go "rozdartą ofertą". Lindsay Zoladz z Pitchfork Media stwierdziła, że „Ribs” jest najlepszym utworem jaki dotąd napisała Lorde, szczególnie lirycznie.
„Ribs” zajął 36. i 92. pozycję na streamingowych listach przebojów odpowiednio w Australii oraz Wielkiej Brytanii. 3 marca 2014 roku utwór zadebiutował na 39. miejscu na liście przebojów w Nowej Zelandii, gdzie spędził tam sześć tygodni, docierając najwyżej do 29. miejsca. W Stanach Zjednoczonych utwór dotarł do 26. miejsca w notowaniu Hot Rock Songs, publikowanym przez tygodnik Billboard.

## Lista utworów
- Digital download[4]

1. „Ribs” – 4:18

## Pozycje na listach przebojów
| Kraj              | Lista (2013)                | Pozycja |
| ----------------- | --------------------------- | ------- |
| Australia         | Australian Streaming Tracks | 36      |
| Nowa Zelandia     | Top 40 Singles              | 29      |
| Stany Zjednoczone | Hot Rock Songs              | 26      |
| Wielka Brytania   | Official Streaming Chart    | 71      |